# Đỗ Cường Minh
 Đỗ Cường Minh (28 tháng 11 năm 1963 – 18 tháng 8 năm 2016), từng là Chi cục trưởng Chi cục Kiểm lâm tỉnh Yên Bái. Ông là nghi phạm đã bắn chết hai lãnh đạo chủ chốt của tỉnh Yên Bái – Phạm Duy Cường và Ngô Ngọc Tuấn vào sáng ngày 18 tháng 8 năm 2016.

## Lý lịch và học vấn
Đỗ Cường Minh sinh ngày 28 tháng 11 năm 1963, quê quán tại phường Yên Ninh, thành phố Yên Bái, tỉnh Yên Bái.
Trình độ chuyên môn: Cử nhân Luật.
Lý luận chính trị: Cao cấp.
Gia nhập Đảng Cộng sản Việt Nam từ tháng 9 năm 2001. 

## Sự nghiệp
Tháng 9 năm 1983, ông Minh khởi nghiệp là công nhân Xí nghiệp đầu máy Hà Lào thuộc ngành đường sắt.
Từ tháng 9 năm 1985, ông chuyển đến làm việc tại Đài Phát thanh Truyền hình tỉnh Hoàng Liên Sơn (nay là Đài Phát thanh Truyền hình tỉnh Yên Bái). Công tác 2 năm tại nhà đài, ông tiếp tục theo học trường Công nhân kỹ thuật Truyền thanh - Truyền hình tỉnh Hà Nam Ninh từ năm 1987 đến 1990.
Năm 1996, ông Minh chuyển sang công tác tại Chi cục Kiểm lâm Yên Bái, biên chế tại Trạm kiểm lâm 16.
Tháng 6 năm 2008, được bổ nhiệm làm Phó Chi cục trưởng Chi cục Kiểm lâm Yên Bái.
Ngày 4 tháng 4 năm 2014, được bổ nhiệm làm Chi cục trưởng Chi cục Kiểm lâm Yên Bái.

## Ám sát Phạm Duy Cường và Ngô Ngọc Tuấn
Ngày 18 tháng 8 năm 2016, Công an tỉnh Yên Bái đã ra quyết định khởi tố vụ án bắn tử vong ông Phạm Duy Cường - Bí thư Tỉnh ủy Yên Bái và ông Ngô Ngọc Tuấn - Chủ tịch HĐND tỉnh, kiêm Trưởng ban Tổ chức Tỉnh ủy Yên Bái vào sáng cùng ngày.
Theo cơ quan điều tra, nghi phạm Đỗ Cường Minh – Chi cục trưởng Chi cục Kiểm lâm tỉnh Yên Bái - đã sử dụng súng K59 bắn ông Cường và ông Tuấn tử vong. Sau khi gây án, ông Minh đã dùng súng tự tử. Cả nghi phạm và 2 lãnh đạo cấp cao tỉnh Yên Bái đều tử vong vào chiều cùng ngày.
Lý do khởi tố vụ án, tối 18.8.2016 Thiếu tướng Đặng Trần Chiêu – Giám đốc Công an tỉnh Yên Bái cho biết mặc dù nghi phạm chính của vụ án là Đỗ Cường Minh đã chết nhưng cơ quan điều tra vẫn khởi tố vụ án để tiếp tục điều tra và làm rõ những diễn biến phát sinh.
Sau khi dùng súng K59 bắn chết hai lãnh đạo, ngay sau đó, Đỗ Cường Minh được cho là đã dùng súng tự sát bằng cách bắn vào đầu ngay tại phòng làm việc của ông Ngô Ngọc Tuấn.. Cùng ngày Thông tin từ Ban bảo vệ sức khỏe T.Ư cho biết, đến thời điểm 13 giờ 30 ngày 18.8, ông Đỗ Cường Minh đã tử vong.

## Gia đình
Qua tài liệu ban đầu của cơ quan điều tra, là con rể của Nguyễn Văn Ý, nguyên Bí thư tỉnh uỷ tỉnh Hoàng Liên Sơn trước đây.
Vợ ông Minh là một cán bộ thuộc đoàn thể tỉnh Yên Bái và vợ chồng ông Minh có duy nhất một người con gái sinh năm 1992, có đi du học Thụy Sĩ.
Em trai Đỗ Cường Minh là Đỗ Phú Giang, năm 2011 đã bị bắt về tội giết người, sau đó bị Tòa án tuyên phạt 20 năm tù giam.